# Alsou

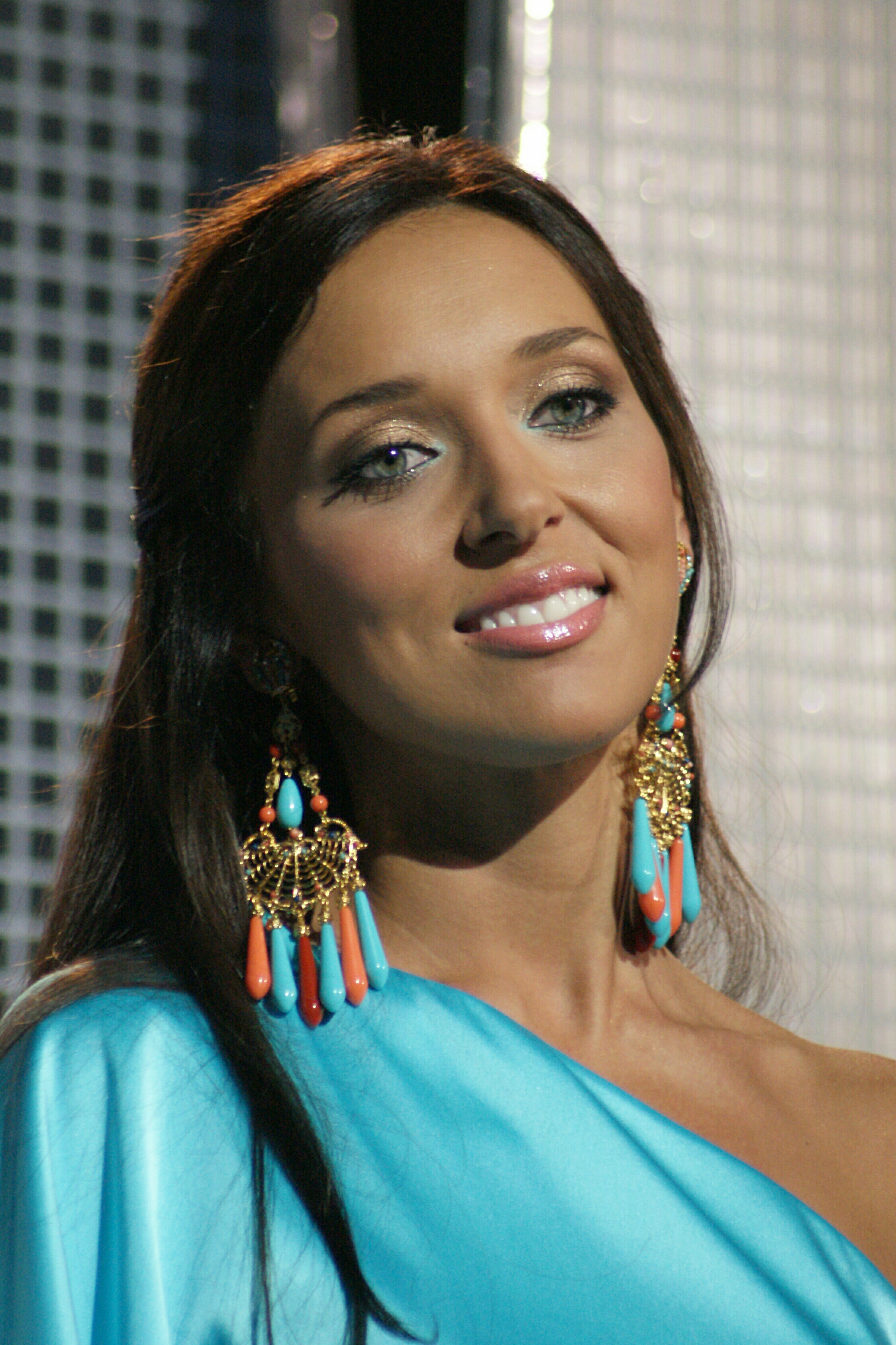
Alsou

Alsou (Алсу́, nascida em 27 de junho de 1983), é uma cantora e atriz russa. Ela representou a Rússia no Festival Eurovisão da Canção 2000 em que ela recebeu o 2º lugar com a música Solo logo após a Dinamarca, dando seu reconhecimento em toda a Europa.